# Ted Hancock
Edmund "Ted" Hancock là một cầu thủ bóng đá người Anh từng thi đấu ở vị trí tiền vệ chạy cánh.